# Niranjan Nath Wanchoo
Niranjan Nath Wanchoo (Hindi निरंजन नाथ वांचू; * 1. Mai 1910 in Satna, Britisch-Indien; † 20. Oktober 1982) war ein indischer Regierungsbeamter, der unter anderem zwischen 1973 und 1977 Gouverneur von Kerala sowie von 1977 bis 1978 Gouverneur von Madhya Pradesh war.

## Leben
Niranjan Nath Wanchoo absolvierte nach dem Besuch des Government College Lahore ein Studium am King’s College der University of Cambridge. Nach dessen Abschluss trat er 1934 in den damaligen Imperial Civil Service (ICS) in Britisch-Indien ein und war unter anderem als Steuereinnehmer in Bihar tätig. Er wurde für seine Verdienste zum Officer des Order of the British Empire (OBE) ernannt. Nach der Unabhängigkeit Indiens vom Vereinigten Königreich am 15. August 1947 war er zwischen 1948 und 1957 Unterstaatssekretär im Verteidigungsministerium und Chefkontrolleur der Rüstungsproduktion. Er war zudem Absolvent des Imperial Defence College (IDC) in London und fungierte zwischen 1960 und 1961 als Staatssekretär im Finanzministerium. Er war ferner von 1965 und 1970 Vorsitzender des neu errichteten Stahlwerks Bokaro Steel Plant (BSL), das vierte staatliche Stahlwerk in Indien, das mit sowjetischer Technologie gebaut wurde, welches das zweitgrößte Stahlwerk in Indien nach dem Bhilai-Stahlwerk BSP (Bhilai Steel Plant) und das drittgrößte in Asien ist. Gleichzeitig bekleidete er in dieser Zeit zwischen 1968 und 1970 auch noch den Posten als Staatssekretär der im Ministerium für Industrieentwicklung. Er gehörte zeitweilig dem Verwaltungsrat des Administrative Staff College of India als Mitglied an und fungierte des Weiteren 1972 als Vorsitzender des Büros für Industriezölle und -preise. 
Wanchoo übernahm am 1. April 1973 wiederum von V. Viswanathan das Amt als Gouverneur von Kerala und hatte dieses Amt bis zum 10. Oktober 1977 inne, woraufhin abermals Jothi Venkatachalam seine Nachfolge antrat und neue Gouverneurin dieses Bundesstaates wurde. Daraufhin wurde er wiederum am 14. Oktober 1977 Nachfolger von Satya Narayan Sinha als Gouverneur von Madhya Pradesh und verblieb auf diesem Posten bis zu seiner Ablösung durch C. M. Poonacha am 16. August 1978. Zuletzt war er 1982 noch Vorsitzender der Urban Art Commission von Delhi.